# Angel McCoughtry
Angel Lajuane McCoughtry (Baltimore, 10 de setembro de 1986) é uma basquetebolista profissional estadunidense que atualmente joga pelo Atlanta Dream na Women's National Basketball Association. A atleta que possui 1,85m e pesa 73kg, atua como ala.